# ジャック・ラム
ジャック・タファ・ラム（Jack Tafa Lam、1987年11月18日 - ）は、スーパーラグビーモアナ・パシフィカに所属するラグビーユニオン選手。

## プロフィール
- ニュージーランド・ハミルトン出身。
- ポジションはフランカー(FL)、ナンバーエイト(No.8)。
- 身長 183cm、体重 103kg
- U19オーストラリア代表に選ばれたことがある[1]。
- サモア代表キャップは38（2020年2月現在）。
- 2015W杯・2019W杯のサモア代表に選ばれた。

## 略歴
キャンベラ大学卒業後、タスマン、ワイカト、ハリケーンズ、ブリストルを経て、2019年、NECグリーンロケッツ(現・NECグリーンロケッツ東葛)に加入。
2020年2月16日に行われたジャパンラグビートップリーグ第5節の三菱重工相模原ダイナボアーズ戦に先発出場で日本での公式戦初出場を果たす。
2021年、ワイカトに復帰。
2022年、モアナ・パシフィカに加入。